# Joseph Van der Voodt
Joseph Van der Voodt – szermierz reprezentujący Belgię, uczestnik letnich igrzysk olimpijskich w Londynie w 1908 roku.